# Dipartimento del Sud
Il dipartimento del Sud è un dipartimento di Haiti. Il capoluogo è Les Cayes.

## Geografia antropica

### Suddivisioni amministrative
Il dipartimento del Sud è suddiviso in 5 arrondissement:
- Aquin
- Chardonnières
- Les Cayes
- Les Côteaux
- Port-Salut